# Tsrvena Voda
Tsrvena Voda (en macédonien Црвена Вода, en albanais Cërvenavoda) est un village du nord de la Macédoine du Nord, situé dans la municipalité de Stoudenitchani. Le village comptait 46 habitants en 2002. Il est majoritairement albanais. Son nom signifie « eau rouge » en macédonien.

## Démographie
Lors du recensement de 2002, le village comptait :
- Albanais : 46